# Julia Michaels

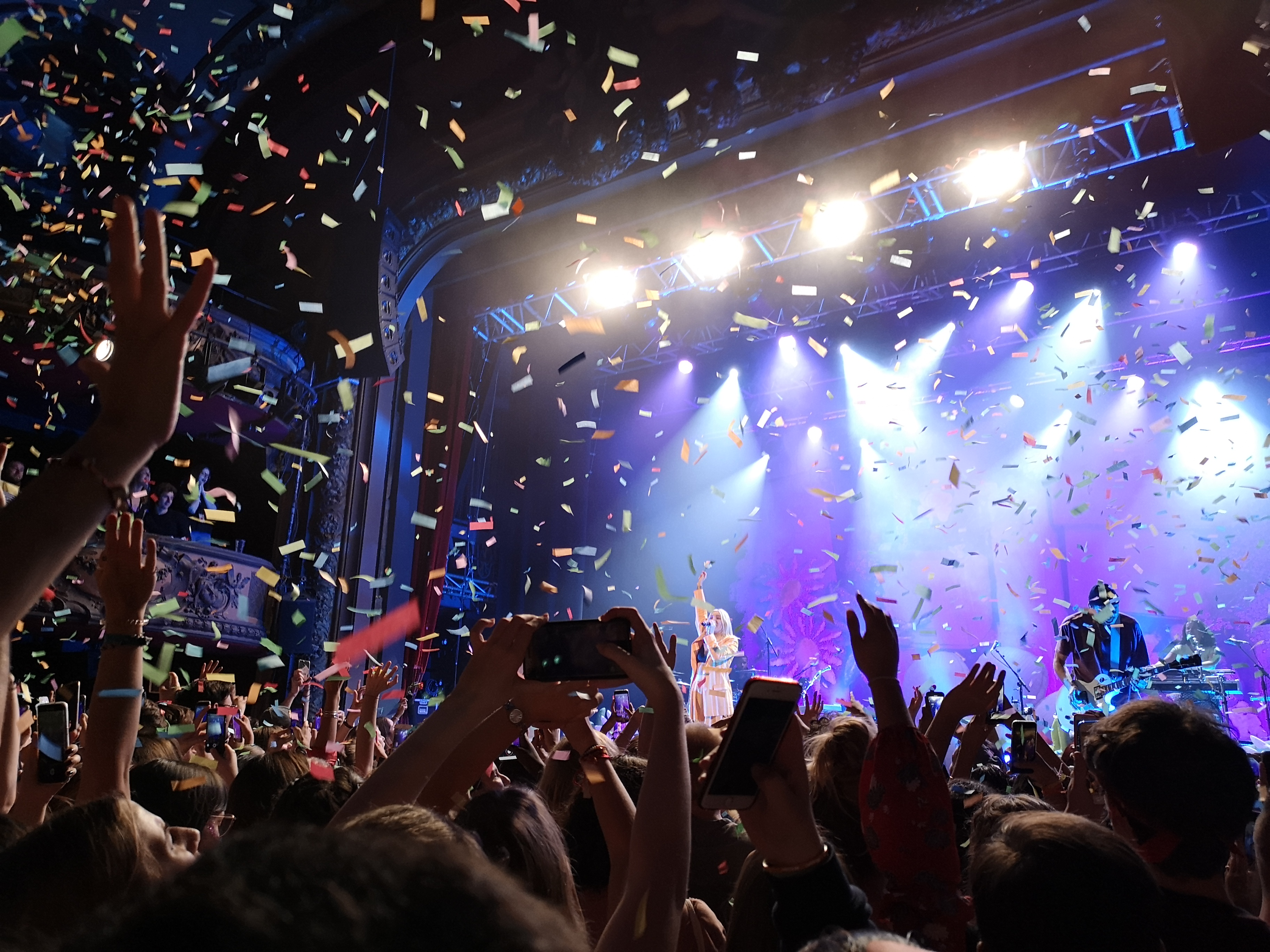
Julia Michaels en concert au Trianon en septembre 2019

Julia Carin Cavazos, connue sous son nom de scène Julia Michaels, née le 13 novembre 1993, à Davenport (Iowa), est une chanteuse et auteure-compositrice américaine.
Elle commence à chanter pendant l'adolescence et plus tard écrit des chansons pour des artistes connus sur la scène internationale comme Demi Lovato, Fifth Harmony, Britney Spears, Gwen Stefani ou encore Selena Gomez pour son titre Good For You.
Elle signe avec le label Republic Records et sort son premier single solo en 2017, Issues, qui a figuré à la onzième place du Billboard Hot 100 aux États-Unis et a été certifié double disque de platine par la Recording Industry Association of America (RIAA).
En 2016, elle partage un featuring avec le DJ norvégien Kygo sur le titre Carry Me (en).
La même année, elle chante durant la cérémonie de clôture des Jeux olympiques d'été de 2016 à Rio de Janeiro en compagnie du DJ Kygo sur scène.

## Biographie

### Enfance et débuts
Julia Michaels est née à Davenport dans l'Iowa mais a déménagé à Santa Clarita en Californie à environ 50 kilomètres de Los Angeles avec sa famille et sa grande sœur Jaden Michaels (arz) qui est aussi auteur compositeur. Son père, Juan Manuel Cavazos est portoricain. Il a changé son nom de famille par Michaels pour poursuivre une carrière d'acteur, et ses deux filles Julia et Jaden ont fait de même. Julia Michaels a commencé à chanter à l'âge de 12 ans. À 14 ans, elle rencontre l'auteur compositeur Joleen Belle, avec qui elle a écrit la bande originale de Austin et Ally et beaucoup d'autres chansons pour la télévisions ou les films. À 19 ans, elle rencontre Lindy Robbins, avec qui elle écrira Fire starter interprétée par Demi Lovato ainsi que Miss Movin' On des Fifth Harmony.
Julia commence à écrire pour les artistes pop depuis qu'elle a 16 ans, et c'est quand elle a 20 ans qu'elle rencontre son partenaire d'écriture Justin Tranter, avec qui elle collabore fréquemment encore aujourd'hui. Avec le musicien norvégien Kygo, elle a chanté Carry Me à la cérémonie de clôture des Jeux Olympiques d'été de Rio de Janeiro au Brésil en 2016.
Elle commence à faire d'autres featuring en tant que chanteuse, notamment dans la chanson Trade Hearts de Jason Derulo en 2015, ou Daisy et Straight Into the Fire avec Zedd en 2015, Surrender de Cash Cash en 2016, et Like to Be You avec Shawn Mendes en 2018

### Nervous System(depuis 2017)
En janvier 2017, Julia sort son premier single Issues qui a été certifié triple single d'or. L'idée d'écrire Issues m'est venue après une dispute avec mon ex-petit-ami. Nous avons eu une très grosse dispute et c'est à ce moment-là que j'ai compris à quel point les couples jettent leur insécurité l'un sur l'autre Cette chanson était si personnelle que, pour la première fois, elle décide de la garder pour elle, parce qu'elle ne voyait personne d'autre qu'elle pour chanter cette chanson, même si de nombreux grands artistes se sont battus pour l'avoir.
En avril 2017, elle sort une nouvelle chanson How Do We Get Back to Love pour la série Girls, qui est mixée avec la chanson Crowded Places de Banks.
Le 28 juillet 2017, Julia Michaels sort un mini-album intitulé Nervous System qui inclut les singles Issues et Uh Uh qu'elle sort le 2 juin 2017. C'est après cet album que ses fans qu'elle appelle ses Gems commencent à devenir plus nombreux.
Le 17 août 2017, Justin Bieber et BloodPop sortent leur single Friends qui a été co-écrit par Julia Michaels et Justin Tranter. Le 20 octobre, une deuxième version de cette chanson sort, avec une partie chantée par Julia.
Elle se lancera dans de nombreux autres featuring par la suite, tels que I Miss You qu'elle a écrit pour Clean Bandit en 2017, Help Me Out pour les Maroon 5 en 2017, Coming Home pour Keith Urban en 2018, et Like To Be You pour Shawn Mendes à la sortie de son nouvel album le 25 mai 2018. Pendant cette année, elle chante aussi deux titres qu'elle a écrit pour la bande-son du film 50 nuances plus claires intitulés Heaven et Are you.
En 2017, elle fait la première partie du concert Illuminate World Tour de Shawn Mendes en Océanie. Elle fait également la première partie de la tournée européen de Niall Horan dans le Flicker Tour et la tournée américain des Maroon 5 Red Pill Blues Tour en 2018.

## Featurings
En 2023, on retrouve Julia Michaels sur le titre "GONE" du rappeur NF, extrait de l'album HOPE..

## Discographie
- Julia Michaels (2010)
- Futuristic (2012)
- Nervous System (2017)
- Inner Monologue (2019)
- Not In Chronological Order (2021)

## Tournée

### Première partie
- Shawn Mendes – Illuminate World Tour (2017)
- Niall Horan – Flicker World Tour (2018)
- Maroon 5 – Red Pill Blues Tour (2018)
- Keith Urban - Gravity U (2019)
- P!nk - Beautiful Trauma World Tour (2019)

### Tournée solo
- The Inner Monologue Tour

## Nominations et récompenses
Julia Michaels a reçu plusieurs propositions de récompenses notamment deux aux Grammy Awards en 2018 et un aux American Music Awards en 2017.